# Roy Williams (Boxer)
Roy „Tiger“ Williams (* 9. April 1945 in den USA) ist ein ehemaliger US-amerikanischer Schwergewichtsboxer.

## Amateur
Williams gewann als Amateur unter anderem das Golden Gloves Tournament und den Middle Atlantic Title.

## Profi
Williams galt in der Szene als extrem schlagstark, weswegen die Elite der Schwergewichtler nur sehr ungern gegen ihn antrat. Am 10. Oktober im Jahre 1966 gab er in Pennsylvania gegen seinen Landsmann Jimmy Hayes erfolgreich sein Profidebüt.
1969 schlug er Bob Stallings in einem 8-Runden-Kampf nach Punkten. Er wurde nicht besonders vorsichtig aufgebaut, weshalb er auch Punktniederlagen hinnehmen musste. Mit einem Sieg über Roger Russell gewann er 1972 den USA Pennsylvania State Heavyweight Title. 1974 diente Williams Muhammed Ali als Sparringspartner für die Vorbereitung auf den Kampf gegen George Foreman (Rumble in the jungle), neben Larry Holmes. Williams sollte in Trainingskämpfen den Part des extrem schlagstarken Foreman übernehmen. Wegen Undiszipliniertheiten wurde er allerdings vorzeitig nach Hause geschickt. Ende April 1976 traf Williams in einem offiziellen Kampf auf jenen Larry Holmes, seinen mit Abstand stärksten Gegner. Der Kampf war auf 10 Runden angesetzt. Holmes konnte diesen Kampf für sich entscheiden. Der 1,96 Meter große und robuste Williams war auch zugleich der erste Weltklassemann den Holmes bei den Profis schlagen konnte. Am Ende desselben Jahres boxte Williams gegen Earnie Shavers. Es war ein Fight zwischen zwei Schwergewichtlern mit jeweils riesiger Schlagkraft, den Shavers in der 10. und letzten Runde durch klassischen Knockout für sich entschied. Es war der einzige Kampf den Williams durch K. o. verlor. Seinen letzten Kampf bestritt er am 23. März 1979.